# François-Zacharie de Pourroy de l'Auberivière de Quinsonas
Pour les articles homonymes, voir Quinsonas.
François-Zacharie de Pourroy de l'Auberivière, chevalier de Quinsonas (5 novembre 1719, Grenoble - 23 février 1759, Rome) est un homme de lettres français.

## Biographie
Frère de Mgr François-Louis de Pourroy de Lauberivière et devient enseigne des vaisseaux d'Espagne en 1743.
Il est auteur du Spectateur littéraire en 1746.
Il s'établit ensuite à Paris en 1750, puis à Rome.

## Publications
- La Capilotade, poème, ou Tout ce qu'on voudra. 77e édition... augmentée de deux syllabes et de trois notes prises sous l'arbre de Cracovie, par Momus (1745)
- Pièces nouvelles sur les premiers succès de la campagne (1745)
- Lettre sur l'apothéose de Voltaire en Prusse (1758)
- Au roy de Prusse: Ode. Par le chevalier Quinsonas

## Sources
- Dominique Quéro, Momus philosophe: recherches sur une figure littéraire du XVIIIe siècle, 1995
- Antoine-Alexandre Barbier, Dictionnaire des ouvrages anonymes et pseudonymes, 1822
- Joseph Quérard, La France littéraire ou dictionnaire bibliographique des savants, historiens et gens de lettres de la France, ainsi que des littérateurs étrangers qui ont écrit en français, plus particulièrement pendant les XVIIIe et XIXe siècles: Pea - Rez, Volume 7, 1835